# Love Story (melody.の曲)
「Love Story」（ラブ・ストーリー）は、melody.の10枚目のシングル。

## 概要
- タイトル曲は、自身初となる全日本語詞のバラード曲。ドラマと音楽がリンクされて、同年1月から制作を始めた[1]。
- カップリング曲は、m-floのアルバム『COSMICOLOR』に収録されている「STUCK IN YOUR LOVE」の逆バージョン。

## 収録曲
1. Love Story
  - 作詞：KURIS、置田恭子／作曲：KURIS／編曲・ストリングスアレンジ：河野圭
  - SUBARU「FORESTER」CMソング
2. BoRn 2 luv U／melody.♥m-flo
  - 作詞：melody.、MIZUE、VERBAL／作曲：m-flo／編曲：縄田寿志
3. Lovin' U -Deckstream Remix-
4. Love Story（instrumental）

## タイアップ
Love Story
- TBS系ドラマ「孤独の賭け～愛しき人よ～」挿入歌
- テレビ神奈川「音楽缶」オープニングテーマ
- 「MUSIC B.B.」5月度エンディングテーマ
- 北陸朝日放送「MID TV」エンディングテーマ
- テレビ愛知「料理の極意 男がつくる愛情料理」6月度エンディングテーマ